# Saxophone Varie
Saxophone Varie (Bembinow, Błażejczyk, Huszcza, Pokrzywińska, Przybylski, Ratusińska) – album Pawła Gusnara z polską, współczesną, kameralną muzyką saksofonową. Do napisania znajdujących się na płycie utworów muzyk zaprosił kompozytorów młodego i średniego pokolenia, związanych z Uniwersytetem Muzycznym Fryderyka Chopina: Miłosza Bembinowa, Wojciecha Błażejczyka, Annę Marię Huszczę, Marię Pokrzywińską, Dariusza Przybylskiego i Weronikę Ratusińską-Zamuszko.
Założeniem projektu było ukazanie różnorodności klasycznej muzyki saksofonowej, dlatego instrument ten pojawia się w czterech klasycznych odmianach: sopranowej, altowej, tenorowej i barytonowej, w różnych wariantach obsadowych – w połączeniu z fortepianem, harfą, klawesynem, organami i warstwą elektroniczną.
Album został wydany w 2013 r. przez firmę Dux (numer katalogowy DUX 0992). Płyta otrzymała nagrodę Fryderyk 2014 w kategorii muzyki poważnej Album Roku Muzyka Kameralna. Była również nominowana jako Najwybitniejsze Nagranie Muzyki Polskiej.
Nagranie objęli patronatem: ZAIKS, ZKP, UMFC, YAMAHA, RICO

## Wykonawcy
- Paweł Gusnar – saksofony
- Julia Samojło – fortepian (1)
- Zuzanna Elster – harfa (2)
- Alina Ratkowska – klawesyn (3)-(5)
- Jan Bokszczanin – organy (7), (9), (10)

## Lista utworów
| 1.  | Maria Pokrzywińska: Invitation na saksofon sopranowy i fortepian                         | 7:26    |
|     |                                                                                          |         |
| 2.  | Anna Maria Huszcza: SaHarBAD na saksofon altowy i harfę                                  | 7:58    |
|     |                                                                                          |         |
| 3.  | Weronika Ratusińska: Nimfy na saksofon sopranowy i klawesyn: I Nereidy                   | 2:48    |
|     |                                                                                          |         |
| 4.  | Weronika Ratusińska: Nimfy na saksofon sopranowy i klawesyn: II Oready                   | 2:56    |
|     |                                                                                          |         |
| 5.  | Weronika Ratusińska: Nimfy na saksofon sopranowy i klawesyn: III Driady                  | 4:23    |
|     |                                                                                          |         |
| 6.  | Anna Maria Huszcza: AbySsus na saksofon sopranowy, tenorowy i warstwę elektroniczną      | 13:42   |
|     |                                                                                          |         |
| 7.  | Miłosz Bembinow: Mały szkic na saksofon sopranowy, tenorowy i organy                     | 8:43    |
|     |                                                                                          |         |
| 8.  | Wojciech Błażejczyk: Pętla histerezy na saksofon i taśmę                                 | 12:16   |
|     |                                                                                          |         |
| 9.  | Dariusz Przybylski: Dreaming Tiffany before the breakfast na saksofon sopranowy i organy | 8:01    |
|     |                                                                                          |         |
| 10. | Miłosz Bembinow: KOMEDitAtion na saksofon sopranowy, tenorowy i organy                   | 8:15    |
|     |                                                                                          |         |
|     |                                                                                          | 1:16:28 |
|     |                                                                                          |         |

## Miejsce nagrania, informacje redakcyjne
Nagranie zrealizowano w Sali Koncertowej Uniwersytetu Muzycznego Fryderyka Chopina w Warszawie [1], [2], [6], [8], Studiu S2 Polskiego Radia w Warszawie [3]–[5], kościele pw. św. Jadwigi Śląskiej w Legnickim Polu [7] i kościele Ewangelicko-Reformowanym w Warszawie [9], [10].
Reżyseria nagrania, montaż i mastering: Katarzyna Rakowiecka-Rojsza [1]; Jędrzej Rochecki [2]; Małgorzata Polańska, Lech Tołwiński [3]–[5], [7]; Maciej Zych [6]; Wojciech Błażejczyk [8]; Jakub Garbacz [9], [10].
Nota programowa: Marcin T. Łukaszewski
Tłumaczenia: Maksymilian Kapelański
Zdjęcia: Tomasz Zakrzewski
Projekt graficzny: Agnieszka Zakrzewska, Rafał Dymerski
Skład: Rafał Dymerski